# Louis Napoléon Chaltin

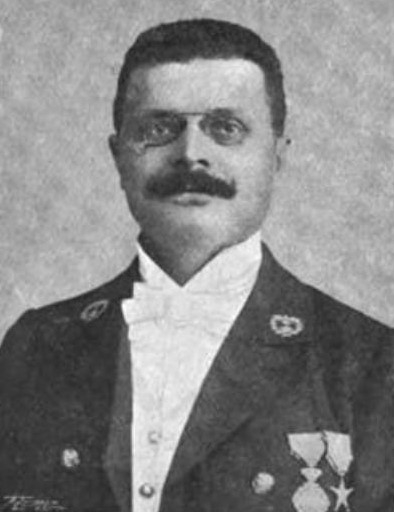
Louis Napoléon Chaltin 1898

Louis Napoléon Chaltin (* 27. April 1857 in Ixelles; † 14. März 1933 in Uccle) war ein belgischer Kolonialoffizier. 

## Leben
Er wurde 1885 zum Leutnant ernannt und stellt sich 1891 in die Dienste des Kongo-Freistaates (EIC). 1893, während des Kongolesisch-Arabischen Krieges war er Leiter der Station der Force publique in Basoko, worauf er Riba-Riba (heute: Lokandu in der Nähe des heutigen Kindu) einnahm, indem er dem Lauf des Lomami folgte. Darauf entsetzte er Stanley Falls Station (jetzt Kisangani). Er sicherte die Region um Dungu im Nordosten und wurde 1893 Kommandant der Provinz Haut-Uele.
Nach dem Ausbruch des Mahdi-Aufstandes im Türkisch-Ägyptischen Sudan verpachtete Großbritannien, das 1882 Ägypten besetzt hatte, im Namen Ägyptens dessen südliches Gebiet, als Lado-Enklave, an König Leopold II. von Belgien. Es gelang Chaltin mit einer kleinen, aber schlagkräftigen homogenen 800 Soldaten umfassenden Armee der Force Publique zwischen 1896 und 1897 die Lado-Enklave zu besetzen. Er erreichte am 14. Februar 1897 Redjaf und konnte am 17. Februar 2.000 Mahdisten in der Schlacht von Rejaf besiegen. Den Befehl Leopolds, weiter Richtung Zentral-Sudan vorzustoßen, konnte er aufgrund der begrenzten Mittel allerdings nicht umsetzen. Zudem erschwerte ein Aufstand im Kongo den Nachschub für Chatlins Truppen und zwang die Belgier dazu, erhebliche Mittel aufzuwenden, um ihre eigene Kolonie wieder zu stabilisieren. 
Die Bezirkshauptstadt Aketi-Port-Chaltin in Nieder-Uelle trug bis 1966 seinen Namen.

## Auszeichnungen
- Kommandeur des belgischen Löwenordens;
- Kommandeur des Afrikanischen Sternenordens;
- Großoffizier des belgischen Kronenordens;
- belgisches Militärkreuz;
- Gedenkmedaille für den arabischen Feldzug.